# 福田宗平
福田宗平（ふくだ しゅうへい、1989年11月30日 - ）は、大阪府出身のボートレーサー。
登録第4710号。血液型A型。110期。大阪支部所属。同期に、喜多須杏奈、三浦敬太らがいる。
師匠は佐野隆仁（3243）・田中信一郎（3556）。

## 来歴
- 科学技術学園高等学校卒業。
- 2012年3月17日選手登録。
- 2012年5月28日からボートレース住之江で開催された 一般戦「日刊スポーツ盾争奪 第46回しぶき杯」初日第1Rでデビュー[1]。（5着）
- 2012年8月12日からボートレース住之江で開催された 一般戦「大阪ダービー第29回摂河泉」5日目第2Rで1着[2]。水神祭を飾る。
- 2013年6月7日からボートレース鳴門で開催された 一般戦「第6回鳴門商工会議所会頭杯」において、デビュー初優出にしてデビュー初優勝[3]。106期以降では一番乗りの優勝となった。
- 2016年11月29日からボートレース蒲郡で開催された 一般戦「ルーキーシリーズ第8戦　第34回蒲郡ボート大賞」にて2回目の優勝を飾る[4]。
- 2019年9月18日からボートレース三国で開催された G1「第6回ヤングダービー」で、デビュー7年6ヶ月にしてG1初出場すると、2日目第9RでG1初勝利[5]を飾ると、G1初優出を果たす[6]。（3着）

## 人物・エピソード
- やまと学校の在校勝率は7.46。110期卒業記念競走では喜多須杏奈に次いで2着。

## 戦績
- 出走回数：1793回
- 1着回数：251回
- 優出回数：13回
- フライング(F)回数：11回
- 出遅れ(L)回数：0回
- 通算勝率：5.00
- 2連対率：30.23
- 3連対率：49.14
- 生涯獲得賞金：122,880,066円